# Fryderyk cieszyński
Fryderyk cieszyński (ur. pomiędzy 1480 a 1483 – zm. w czerwcu 1507) – rektor uniwersytetu w Wiedniu, syn księcia cieszyńskiego Kazimierza II.
Fryderyk był najstarszym synem księcia cieszyńskiego Kazimierza II i Joanny z Podiebradów. Nie wiadomo kiedy się dokładnie urodził, z pośrednich jednak dowodów można przypuszczać, że musiało to nastąpić pomiędzy 1480 a 1483 rokiem. Fryderyk, pomimo tego, że był pierworodnym dzieckiem Kazimierza, z nieznanych przyczyn został przeznaczony do kariery duchownej, co miało zapewne umożliwić Kazimierzowi zwiększenie wpływów na Śląsku. W 1501 kandydatura Fryderyka, dzięki poparciu ojca i pozostałych książąt śląskich, została zgłoszona na stanowisko biskupa pomocniczego wrocławskiego, z prawem wyboru na ordynariusza po śmierci dotychczasowego hierarchy, Jana Rotha. Planów tych nie udało się zrealizować, gdyż na nominację nie wyraziła zgody kapituła katedralna, niechętna Kazimierzowi II z powodu jego niezbyt przychylnej polityki względem kościoła wrocławskiego, jako starosty generalnego Śląska. Pomimo początkowych niepowodzeń Kazimierz II nie rezygnował i w 1503 wysłał syna do Wiednia, gdzie Fryderyk otrzymał wkrótce stanowisko rektora uniwersytetu. Następnie Fryderyk udał się do Włoch, gdzie rozpoczął studia. Pomimo odrzucenia kandydatury w 1501 Fryderyk nie rezygnował w staraniach o najwyższy urząd duchowny na Śląsku i w 1506, z pomocą ojca, wystarał się o stanowisko prepozyta kolegiaty św. Krzyża we Wrocławiu i dziekana kapituły wrocławskiej. Świetnie zapowiadająca się kariera Fryderyka została brutalnie przerwana w czerwcu 1507, kiedy, w wieku zaledwie dwudziestu kilku lat, książę cieszyński zmarł niespodziewanie we Włoszech. Fryderyk został pochowany w katedrze w Sienie.